# Нове (Макаровський міський округ)
Нове (рос. Новое) — село у Макаровському міському окрузі Сахалінської області Російської Федерації.
Населення становить 718 осіб (2013).

## Історія
З 1905 по 3 вересня 1945 року у складі губернаторства Карафуто Японії, відтак у складі Макаровського міського округу Сахалінської області.

## Населення
| 1925 | 1935  | 2002  | 2010 | 2013 |
| ---- | ----- | ----- | ---- | ---- |
| 749  | ↗3238 | ↘1052 | ↘766 | ↘718 |